# ロールス・ロイス ヴァルチャー
ヴァルチャー（英語: Vulture ）は、第二次世界大戦時にロールス・ロイスにより設計、製造された英国の航空用エンジンである。
ヴァルチャーは、2基のロールス・ロイス ペリグリン V型12気筒エンジンをクランクシャフトを共用するように結合し、X型24気筒の構成としたエンジンであった。このエンジンは当初1,750 hpを発生することを目標に設計されたが、原型のペリグリンと同様にヴァルチャーは不具合続きであり、就役した時点で1,450 - 1,550 hp程の出力しか出ていなかった。
いくつかの新型航空機がヴァルチャーを搭載する予定で設計されていたが、ロールス・ロイスは成功作のマーリンの設計に傾注し、1941年にヴァルチャーの設計を中止した。
一方、ネイピア・アンド・サン社で開発されていたセイバーはヴァルチャーに類似したコンセプトのH型エンジンであったが、時間をかけた開発の末により良い成果を収めた。

## 設計と開発
ヴァルチャーの原型となったペリグリンは、ケストレルにスーパーチャージャーを追加した排気量21.2 Lのエンジンで、2つのシリンダー・バンクがV型を構成する標準的なV型エンジンの構成だった。ヴァルチャーは基本的には2基のペリグリンをクランクケース部で結合してX型エンジンとしたもので、排気量は原型から倍増して42.5 Lになった。
両エンジンともに開発期間が短すぎて信頼性が非常に低かった。計画値よりもかなり低い出力しか発生できないという問題に加え、コネクティングロッドのビッグエンド部のベアリングは潤滑油の供給不良を起こして頻繁に問題が生じた。その他にも過大な放熱量の問題があった。ロールス・ロイスは当初これらの問題の解決に自信を持っていたが、自社のより小型のマーリンが既にヴァルチャーの当初の規定出力と同等の値に達しており、わずか538基を生産しただけでヴァルチャーの生産は終了した。

## 実機への搭載

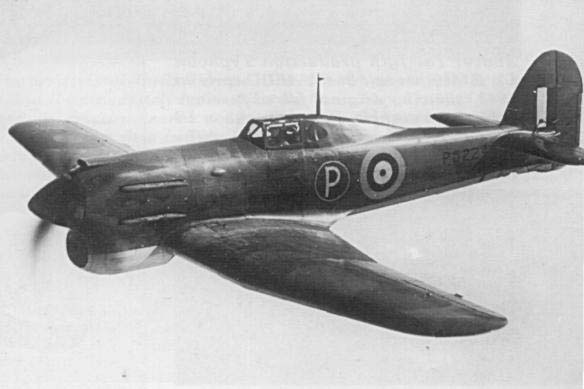
ヴァルチャーを搭載したホーカー トーネードMk. IA もしくは IBの試験飛行（1940年もしくは1941年）

ヴァルチャーはホーカー トーネード迎撃機に搭載する予定だったが、ヴァルチャーの開発がキャンセルされたことでホーカーはトーネードを諦めネイピア セイバーを搭載するタイフーンに集中した。同様にビッカース ウォーウィック爆撃機のヴァルチャー搭載型の開発も破棄された。
ヴァルチャーを搭載するように設計された機種で実際に生産に入ったのは双発のアブロ マンチェスターだけだった。エンジンの信頼性の問題が明らかになるとアブロの工場をハンドレページ ハリファックスの生産用に改装する計画が持ち上がった。しかしアブロの開発チームはヴァルチャー2基に代えてマーリン エンジン4基を搭載した改良型のマンチェスターを提示し、自社工場をその生産に転換するように空軍省を説得した。当初マンチェスター Mk.III（マークスリー）と呼ばれていたこの機体は、後にランカスターと改称されて成功作となり、英空軍の主力重爆撃機となった。

### 搭載機
- アブロ マンチェスター
- ブラックバーン B-20
- ホーカー ヘンリー[2]
- ホーカー トーネード
- ビッカース ウォーウィック

## 要目
（ヴァルチャー V）Lumsden より
- タイプ：液冷24気筒 90度 X型
- 内径×行程：127 mm (5 in.) × 139.7 mm (5.5 in.)
- 排気量：42.47 リットル (2,592 in³)
- 全長：
- 全幅：
- 乾燥重量：
- 圧縮比：6 : 1
- 動弁機構：OHC
- 燃料供給方式：ダウンドラフト S.U. キャブレター
- 過給機：ギア駆動 遠心式スーパーチャージャー 2速
- 冷却方式：液冷、水：70 %/エチレングリコール：30 %
- 出力：1,780 hp at 2,850 rpm, +6 psi boost